# Rafael Moreno Peñaranda
Rafael Moreno Peñaranda (Bucaramanga, 9 de febrero de 1921-Bogotá, 19 de mayo de 1998) fue un médico y político colombiano. Obtuvo el título de médico de la Universidad Nacional de Colombia  y se especializó en tisiología.
Fue concejal de Bucaramanga, representante a la Cámara en 1962,  Director Científico de Fisiología del Hospital San Juan de Dios de Girón y Secretario de Salud de Santander en 1966 y de Gobierno del mismo Departamento en 1977, Superintendente de Salud para Santander, Cesar y Norte de Santander, y Gobernador de Santander.
Se casó con Lucila Lara de Moreno y tuvieron cuatro hijos: Lucila, Pedro Rafael, Jorge Mario y Alejandro. Sus nietos son: Juan Diego, Silvia, Alejandro, Verónica y Daniel. Actualmente, Pedro es médico especialista en cardiología y trabaja en Nueva York.